# Rimavské Janovce
Rimavské Janovce jsou obec v okrese Rimavská Sobota v Banskobystrickém kraji na Slovensku. Leží v Rimavské kotlině v údolí řeky Rimava asi 5 km jižně od Rimavské Soboty. Žije zde přibližně 1 400 obyvatel. Rozloha katastrálního území obce činí 26,1 km².
První písemná zmínka o obci pochází z roku 1270.

## Památky
- Jednolodní románský římskokatolický kostel svatého Jana Křtitele z přelomu 12. a 13. století.
- Jednolodní klasicistní reformovaný kostel z roku 1806.
- Jednopodlažní pozdněbarokní kúria z roku 1800.
- Jednopodlažní pozdněklasicistní kúria z druhé poloviny 19. století.